# Naturpark Marosch-Auen
Der Naturpark Marosch-Auen (rumänisch Parcul Natural Lunca Mureșului) ist ein Naturschutzgebiet entlang des Flusses Mureș (deutsch Marosch) in den Kreisen Arad und Timiș in Rumänien. Der Naturpark Marosch-Auen erstreckt sich von Arad flussabwärts bis zur Grenze zu Ungarn. Er ist seit 2005 ein, nach den IUCN-Richtlinien erklärtes, Naturschutzgebiet. Der Naturpark Marosch-Auen ist für Touristen erschlossen.

## Beschreibung
Seit Jahrhunderten prägt der Fluss Marosch die Region um Arad, wobei sein natürlicher Verlauf bis 1910 durch menschliche Eingriffe immer wieder begradigt wurde. Wegen der höheren Fließgeschwindigkeit als Folge der Begradigungen nahmen Überflutungen stetig zu. Die häufig überfluteten Gebiete bieten einer großen Vielfalt von Pflanzen und Tieren einen excellenten Lebensraum.
Die Auen-Landschaft der Marosch wurde im Jahr 2005 zum Naturschutzgebiet erklärt. Sie umfasst ein Areal von 17.455 Hektar. Die Marosch-Auen erstrecken sich auf einer Länge von neun Kilometern entlang des Flusses Marosch. In den Wäldern und an den Altwasserarmen der Marosch gibt es eine große Vielfalt von Tier- und Pflanzenarten. Der Naturpark beherbergt ein Bildungs- und Informationszentrum, das von Ovidiu Pirv geleitet wird.

## Flora und Fauna

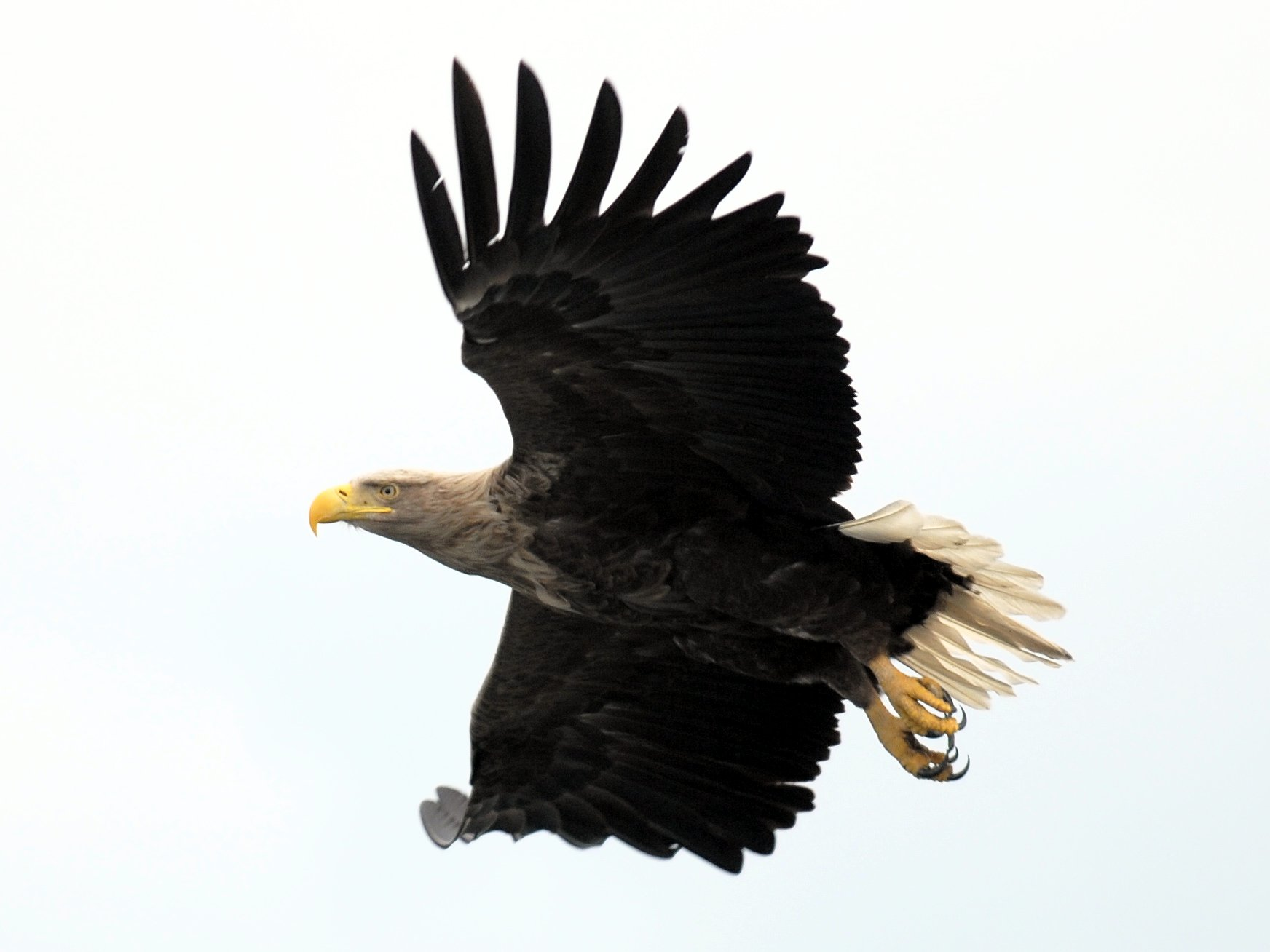
Seeadler
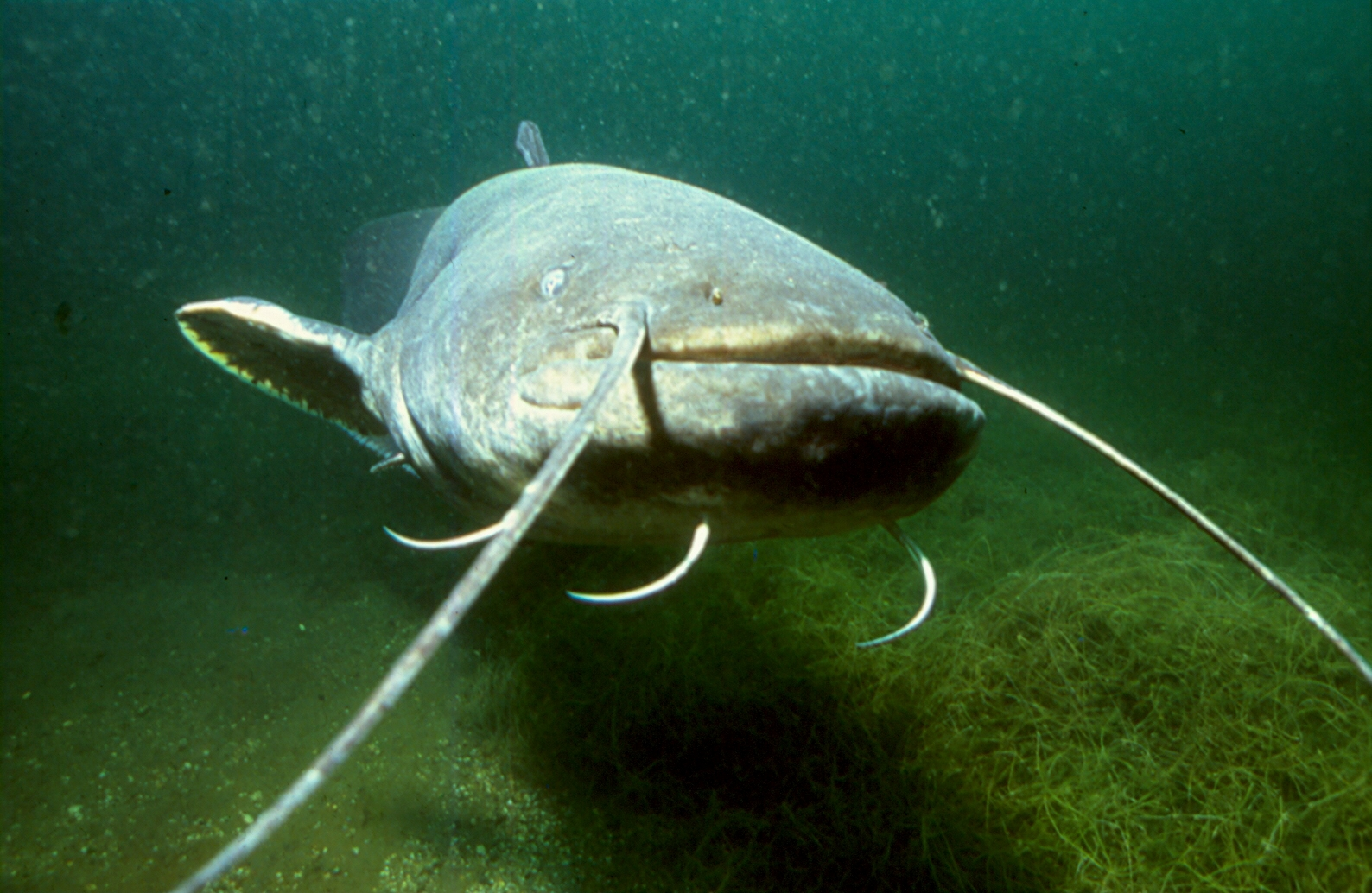
Wels
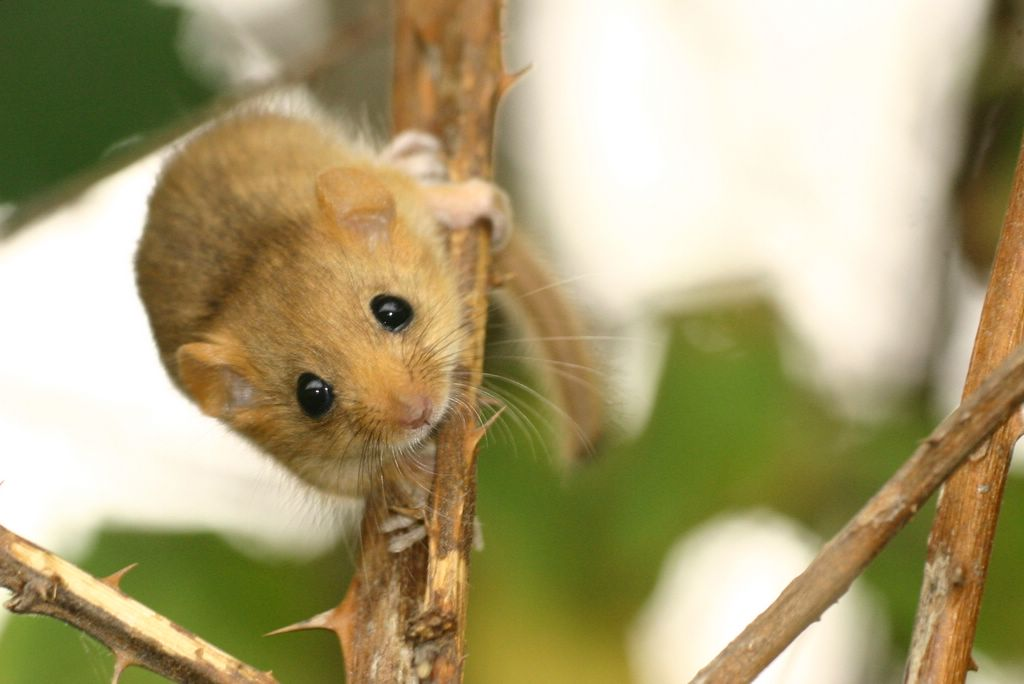
Haselmaus

Insgesamt sind im Park 1200 verschiedene Arten und Unterarten zu finden. Die meisten der 400 Tierarten sind Vögel und Fische. Von den 200 Vogelarten sind 178 auf der Roten Liste gefährdeter Arten vermerkt.
Unter den seltenen Arten gibt es Vögel wie Seeadler und Seidenreiher, Wassertiere wie Welse und Fischotter, der Auenwald wird von Wildschweinen und Haselmäusen bevölkert. Der über 100 Jahre alte Wald fällt mit seiner Fülle an Eichen und Eschen ins Auge. Am Ufer der Marosch finden sich Pappeln und Weiden.

## Ökotourismus

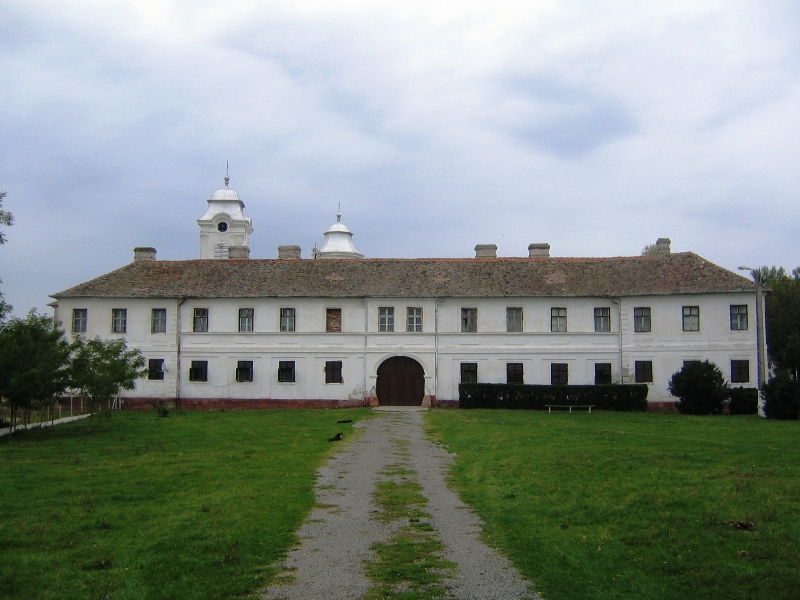
Kloster Bezdin

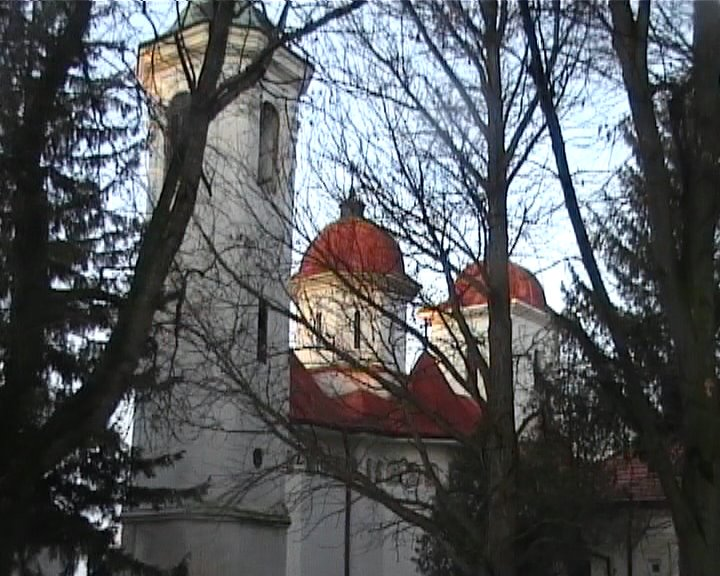
Kloster Hodoș-Bodrog

Der Naturpark Lunca Muresului bietet seinen Besuchern viele Möglichkeiten, ihn aktiv zu erkunden. Das üppige Grün des Naturparks lässt sich gut mit Kanus, zu Fuß oder mit dem Rad erkunden. Das Angebot reicht von unterschiedlich langen Wanderrouten über Radausflüge bis hin zu Kanutouren, die bei Bedarf von einem Fremdenführer des Parks geleitet werden.
Das Alter der Besucher liegt meist zwischen 25 und 55 Jahren.
Für die Unternehmungen stehen verschiedene Ziele zur Auswahl, unter anderem mehrere Warten, von denen aus Vögel und andere Tiere beobachtet werden können, oder Stationen, in denen das Wachstum des Waldes und seiner Pflanzen beschrieben und erklärt wird.
Im Rahmen des Naturparks gibt es vier Zonen, die absoluten Schutz genießen:
- Der Große Kies (rumänisch Prundul Mare) (717,9 Hektar),
- Der Wald von Cenad (rumänisch Pădurea Cenad) (310,5 Hektar),
- Die Große Insel von Cenad (rumänisch Insula Mare Cenad) (2,1 Hektar)
- Die Inselgruppe Igriș (rumänisch Insulele Igriș) (7 Hektar).

Ganz in der Nähe des Naturparks Lunca Mureșului gibt es zwei historische Klöster: Hodoș-Bodrog aus dem 12. Jahrhundert sowie Bezdin, das im 16. Jahrhundert gegründet wurde. Beide gehören in Rumänien zu den ältesten ihrer Art. Während Hodoș-Bodrog zur rumänisch-orthodoxen Kirche gehört, ist Bezdin eines der letzten verbliebenen serbisch-orthodoxen Klöster des Landes. Beide Klöster sind auch heute noch bewohnt. Die alten Wandmalereien der Klöster sind noch im Original erhalten.